# ビバ!柔道愚連隊
『ビバ!柔道愚連隊』（ビバ じゅうどうぐれんたい）は、漫画家・ニッシー西による日本の漫画作品。『週刊少年マガジン』（講談社）にて1991年第1号から1993年第1・2合併号まで連載された。単行本全11巻。

## あらすじ
中学時代には内気で背も低くいじめられっ子だった寿はじめは「柔よく剛を制す」柔道家に憧れて、単高学園高校に入学したのを機に、柔道部の門を叩く。しかし、先輩の松永・梅野本・大場・正臣、そして柔道部顧問である校長の単高吾郎はみんなスケベなことしか考えていない。はじめは先輩たちに愛想を尽かすが、いつしか4人の先輩たちがとてつもない強さを持つ選手であることを知る。また、はじめが家業の石材業の手伝いで強靭な足腰を持っていることを知る先輩たち。5人揃った柔道部は他校と団体戦で戦うようになり、やがて金鷲旗大会へ挑戦することになる。

## 登場人物

### 単高学園 柔道部
寿はじめ
本作の主人公。1年生。単高学園第28期生。中学時代はいじめられっ子だったが、テレビで70kgの鹿賀選手が150kgの対戦相手を投げたのを見て感動し、単高学園入学と同時に柔道部に入部する。石材屋の祖父・寿金作の仕事を手伝っていたことから強い足腰を秘めている。団体戦では次鋒を務めることが多い。最初は受け身もまいったも分からない素人だったが、偶然に体得した山嵐・山津波などの技で勝利を収めて、「平成の三四郎」と呼ばれるほどにその名を残していく。154cm、45kg。
松永洋司
2年生。柔道部主将。天下のスケベだが柔道の実力は超一級。作中でも負けたことはほとんどない。不真面目に見えるが、柔道の試合で反則は犯さない。バンダナに泥棒ヒゲがトレードマークだが、泥棒ヒゲは中学時代に梅野本和弘との因縁から。Winkの曲は全て踊れるほどで、どちらかというと鈴木早智子派。東京都大会個人戦で梅野本との決着の時がやってくる。185cm、82kg。
梅野本和弘
2年生。部員の中で唯一の黒帯。ほとんど言葉をしゃべらず無表情だが、柔道の実力は超一級。団体戦では先鋒を務めることが多く、他の部員を差し置いて勝ち進むことが多い。オカマの玉ちゃんに執拗に迫られたり、アイドルの橋本充留に恋されたりする。実家は八百屋「八百梅」だが、家族はみんな無口なので流行っていない。168cm、71㎏。
大場久太郎
2年生。団体戦では副将を務める。柔道部一の巨漢で実力もすごいが、調子に乗りやすく負けてしまうことがよくある。打倒前田日明を目標にしており、UWFの試合会場で野次を飛ばしていたことがある。192cm、102kg。
正臣正和
2年生。団体戦では中堅を務める。常に櫛で髪をセットしてカッコをつけ、自称「柔道界の貴公子」。女性からは比較的人気があるが男性からはブーイングが集まる。テラミスとテトリスを間違えたことがある。178cm、72kg。
単高吾郎
単高学園校長にして柔道部顧問。「清く正しくいやらしく」「すべての苦しみは欲望が救う」がモットー。部室でアダルトビデオばかり見ている好々爺だが、実はかつて「昭和最強」と言われた、空気投げで有名な八段の選手。嘉納治五郎に憧れ、日本一の柔道家を目指して熊本から東京に出てきた。全日本選手権で同門の寿金作を再起不能に追い込んで破り、日本一の夢を叶えた。妻の名は港子。

### 私立 留松高校
東京都内の強豪で、昨年の地区大会準優勝校。選手は舞田・戸黒・柏原・亀持・毒島。
毒島心平
留松高校柔道部大将。198cm167kgの超高校級大型選手で、相撲部屋から1億円でスカウトが来るほどの実力。単高高校との練習試合で負けた松永を倒すことに執念を燃やし、掌打や頭突きなど危険な相撲の禁じ手を駆使して松永を血祭りに上げようとする。家族はみんな顔が同じ。
藤原
留松高校柔道部顧問。「柔道の鬼」と呼ばれた、竹刀を振り回す怖い監督だが、現役時代に単高吾郎に一度も勝てず、また実は包茎だという秘密を握られている。

### 風野高校
東京都内の強豪で、昨年の地区大会優勝校。選手は東・餅尾・清瀬・高尾・八王子。
東春男
1年生。にこやかな顔と額のほくろが特徴的で、天才と呼ばれる技量の持ち主。金鷲旗大会の前の練習試合で初めて対戦した寿はじめの山嵐を早くから警戒し、金鷲旗大会では山嵐封じのために右手だけを鍛え上げていた。寿はじめの良きライバル。

### 京都八つ橋高校
京都府の高校で、金鷲旗大会2回戦で単高学園と対決する。
岡部権之助
八つ橋高校柔道部大将。オカマのためどこの部活にも相手にされなかったが、石原に柔道を教わり強豪選手となる。返し技や関節技が得意で、対単高高校戦では松永と死闘を演じる。美川憲一のような顔をしていて、いろんなところで「もっと端っこ寄りなさいよ」と出没する。
石原かおり
教員で柔道部監督。単高学園の6年前の卒業生で吾郎の元教え子。当時は体が弱かったが、吾郎に「最小限度の力で勝つ柔道」を教わり、八つ橋高校柔道部のオカマ部員たちにその戦い方を指導する。
玉田玉夫
八つ橋高校柔道部先鋒。通称「玉ちゃん」。梅野本のことを気に入り、大会後も大学受験を兼ねて東京まで出てきて、梅野本に何かとまとわりつく。対林吾農業戦では4人抜きを達成するなど、寝技の実力も強い。

### 金田一高校
金鷲旗大会4回戦で、単高学園と対決する。
二階堂弘
1年生。その返し技の素早さから「北陸の豹」と呼ばれる猛者。一人で金鷲大会に出場し、返し技だけで3回戦までを突破。４回戦の１試合目、梅野本の「天地のポーズ」に突っ込めず、引き分け。４人残しで敗退。新日空ホテルのオーナー社長の息子で金持ち。キザな立ち振る舞いから、会場ではブーイングが上がる。短足でガニ股、おまけにカナヅチ。

### 私立 大兼久高校
沖縄県の高校で、金鷲旗大会の覇者。選手は金城・渡久地・比嘉・島袋・新垣。
新垣
大兼久柔道部主将。勝利のためには手段を選ばない。金鷲旗大会の後の練習試合ではじめと対戦することになる。

### 大山学園高校
東京都内の高校で、都大会団体戦決勝まで勝ち進む。選手は岩本・武内・増田・中島・小川。ほとんど小川で勝利している。
小川宗一郎
2年生。柔道の海外指導員の父に英才教育を受け、ヨーロッパから日本に帰ってきた実力派。相手をKOするための強烈な投げ技を得意とし、単高学園柔道部の新たなライバルとして立ちはだかる。かなりバカである。Winkの相田翔子派。

### その他の人々
寿金作
はじめの祖父。実はかつて講道館で同門だった単高吾郎のライバルで、西郷四郎以来の山嵐の使い手であった。吾郎との決戦で再起不能となり、寿石材店を営む。大型の体格で優しく、孫のはじめの成長を見守る。息子の健一には店を継がせず、将来を好きに決めさせた。
寿健一
はじめの父。父金作の後を継がず、西井銀行に入行してひたすら働きスピード出世を果たし、はじめにも柔道をやめさせエリートコースを歩ませようとする。だがこっそり金鷲旗を見に行き、仕事以外で自分と話をする同僚がいないのとは逆に、多くの声援を受ける息子の姿を見て心を入れ替える。
斎藤耕作
単高高校野球部1年生。はじめのクラスメイト。野球部では補欠で足手まといに扱われていたが、実家の米穀店の米を使った握力増強法と、柔道部での背負い投げの特訓で、野球の才能が開花し始める。
赤井美樹
単高高校1年生。はじめのクラスメイト。テレビではじめの柔道の試合を見て感動し、「コトぴょん」と呼ぶほどはじめのファンになる。スティーブに狙われることに。
スティーブ・ロイド
単高高校1年生。アメリカのタメイゴハイスクールからはじめのクラスに転校してくる。赤井美樹を賭けて、学園祭の余興ではじめと格闘戦で対決することに。フットボールで培った打たれ強い肉体を持つ。数年後にはじめと正式な柔道の試合で対決することになる。
国分寺虎之助
「極虎」と呼ばれ恐れられる極悪非道の不良で、中学時代から2mの身長があり、ボクシング経験者のため動体視力にも優れる。寿はじめを襲うが寿金作に山嵐で倒される。かつて、松永や梅野本にも喧嘩で負けたことがある。
大田精一郎
西部日本新聞記者。彗星のごとく現れた単高学園柔道部の活躍に早くから注目するが、すぐに部員たちにボコボコにされて鼻血を流す。
犬山昇太（のぼった）
雑誌「現代柔道」編集長。変な顔で珍しい動物扱いを受ける。
橋本充留
人気アイドル。「飛ぶ鳥を素手で捕える勢い」の「一億人のアイドル」。柔道を全く知らないが、金鷲旗大会の放送席のゲストに呼ばれる。電話番号を教えるほど、梅野本のことを気に入る。父は充留のマネージャー兼事務所社長の橋本幸夫。
酢ノ山可信
日本一の写真家。「酢ノ山が動けば時代が動く」とまで言われ、宮座わりえのヌードを撮った写真芸術家。ジッパーは下ろしてもシャッターは下ろさないが、梅野本を芸術的な被写体だと評価し、至るところに出没する。
蟹熊源一郎
単高吾郎の熊本時代の柔道と恋のライバル。蟹熊旅館の跡取りで、現在は68歳にして警察でも柔道を教えている。聖子という女性と結婚し、アキという孫娘がいる。
橘春江
単高吾郎の熊本時代の恋の相手。父の反対で上京する吾郎との別れを決意するが、生涯独身のまま26歳でこの世を去る。実家の場所は今は「春ちゃん公園」となっている。
梅マスク
突然現れる「UM」の文字が入った覆面をかぶった男。なぜか強い。梅野本に似ているが、梅野本も一緒に出くわしていて同一人物ではなく、正体は謎である。